# King of the Monsters
King of the Monsters (キング·オブ·ザ·モンスターズ?, Kingu obu za Monsutāzu) è un videogioco arcade per il Neo Geo di tipo picchiaduro con elementi wrestling, sviluppato e pubblicato nel 1991 dalla SNK.
Dopo Rampage della Midway Games è probabilmente il titolo di maggior rilievo ispirato dai kaijū dei film tokusatsu, ovvero un ampio ramo della cultura artistica giapponese inerente a mostri di enormi dimensioni e tremendamente distruttivi.
Probabilmente prende il nome da Godzilla, King of the Monsters, titolo della versione statunitense del film nipponico Godzilla del 1954.

## Modalità di gioco
King of the Monsters trasferisce in un'ambientazione tokusatsu il classico gameplay dei videogiochi di wrestling del periodo. Il giocatore può scegliere uno tra sei mostri da utilizzare; i combattimenti sono dei duelli che si svolgono in una tra sei città giapponesi, ovvero Tokyo, Kyoto, Kōbe, Osaka, Okayama e Hiroshima.
Oltre all'avversario il giocatore dovrà vedersela con le forze militari della città che si batteranno contro entrambi i mostri utilizzando carri armati, elicotteri, aerei da caccia ed altri mezzi bellici; i due contendenti possono sfruttare i veicoli dei militari terrestri a loro vantaggio afferrandoli e scagliandoli contro l'altro mostro. Pressoché qualsiasi edificio o zona del campo di battaglia può essere distrutto dal giocatore, facendo guadagnare punti; il terreno di gioco è delimitato da dei campi di forza che impediscono ai mostri di uscire, agendo come dei cordoni elastici di un ring.
Si utilizzano tre pulsanti: con il primo si sferrano pugni, con il secondo calci e con il terzo si corre; quando l'avversario è a terra con il pulsante dei pugni si effettua lo "schienamento", ovvero il mostro salta sopra all'avversario e parte un cronometro che conta fino a tre, allo scopo di decretare la vittoria al lottatore in piedi; premendo i pulsanti di pugno e di calcio contemporaneamente si effettua un balzo verso l'alto allo scopo di evitare un colpo nemico o di afferrare dei mezzi volanti degli umani; lasciando premuto i pulsanti di pugno e di calcio a lungo si carica una mossa speciale, ovvero un attacco a distanza. La parte più interessante del gioco è ovviamente quella delle prese, ispirate da quelle del wrestling professionista: sono infatti presenti piledriver, atomic drop, german suplex ed altre ancora.
Portando a termine alcune prese dall'avversario a terra si libera una sfera rossa con la lettera "P" su di essa, un bonus che, se preso dal giocatore, incrementa una barra presente sul lato dello schermo del giocatore: una volta completata la barra il personaggio del giocatore aumenta di livello di potenza, con conseguenti cambio di colore e incremento della potenza di alcuni colpi. È da notare come questo bonus venga spesso liberato a seguito di un piledriver.
I livelli di gioco sono ben dodici, in quanto si devono sconfiggere tutti e sei i mostri (compreso un clone del proprio personaggio) per due volte.

### Mostri selezionabili
- Geon – Mostro dall'aspetto di un dinosauro, è chiaramente ispirato a Godzilla; in vita fin dal Cretaceo, ha dormito per secoli sotto la crosta terrestre in Russia. Come tecnica speciale di attacco a distanza sputa fuoco dalla bocca.
- Woo – Immenso gorilla, ispirato al noto King Kong; questo personaggio non è presente in alcune conversioni del gioco. È originario della Cina e lotta contro la deforestazione. La sua tecnica speciale è una sfera di energia in stile Street Fighter.
- Poison Ghost – Creatura di fango tossico, probabilmente ispirata al kaijū Hedorah, è il risultato dell'inquinamento del mare al largo del Giappone causato dalle piattaforme off-shore; non è disponibile in varie conversioni del gioco. Come mossa speciale a distanza colpisce allungando le braccia.
- Rocky – Golem di pietra egiziano, creato da architetti dell'Antico Egitto, esce dalla Sfinge di Giza per difendere la Terra dagli altri mostri. Il suo attacco speciale è un masso scagliato come un proiettile.
- Beetle Mania – Come suggerisce il nome, trattasi di un enorme Kabutomushi, ovvero uno scarabeo rinoceronte giapponese; anch'egli bipede come gli altri mostri, è ispirato a Megalon; nella storia è originario dell'Amazzonia. Come attacco speciale scaglia il corno che ha sulla fronte.
- Astro Guy – La creatura meno mostruosa tra le sei disponibili. Esteticamente è ispirato a Ultraman, mentre il nome si avvicina a quello di Astro Boy; è uno scienziato che ha perso l'aspetto umano a causa dei suoi esperimenti sulle radiazioni. La sua tecnica speciale è un raggio laser che spara dal dorso della mano.

## Accoglienza
In Giappone, la rivista Game Machine elencò King of the Monsters nel numero del 1º aprile 1991 come la quarta unità arcade di maggior successo del mese. Allo stesso modo, RePlay riportò che era il terzo gioco arcade più popolare in Nord America.
Mega criticò il titolo, assegnandogli una percentuale del 10%, con Andy Dyer che commentò: "Imperdonabilmente pessimo. Dovrebbero esserci delle leggi per proteggerci da schifezze come questa".
IGN lo recensiva nel 2008, assegnandogli un punteggio mediocre di 5,5/10, con Lucas Thomas che commentava: "C'è sicuramente un certo fascino nell'immagine di creature giganti che prendono a calci grattacieli e stadi per poi schiaffeggiarsi a vicenda, ma King of the Monsters finisce per essere fin troppo superficiale".